# خوش‌شانس (فیلم ۲۰۱۲)
خوش شانس (به انگلیسی: The Lucky One) فیلم درام رمانتیک به کارگردانی اسکات هیکس، محصول سال ۲۰۱۲ است. این فیلم بر اساس رمانی به همین نام ساخته شده‌است. زک افران، تیلور شیلینگ، جی آر فرگوسن، بلایث دانر بازیگران این فیلم هستند.

## داستان
لوگن تیبالت (زک افران) یک تکاور آمریکایی است که در جنگ عراق حضور دارد. او در پایگاهشان عکس دختر جوانی را پیدا می‌کند. در همین زمان خمپاره ای به پایگاه آن‌ها اصابت می‌کند که محل این خمپاره دقیقاً جایی است که لوگن قبل از این که عکس را از زمین بردارد، در آن جا نشسته بود. بر اثر اصابت این خمپاره سه نفر از چهار نفر آن جا می‌میرند و فقط لوگن زنده می‌ماند. او در سه ماموریتش در عراق، عکس را با خود حمل می‌کند و در همین سه مأموریت از چندین خطر جان سالم به در می‌برد. لوگن عکس را به دلیل زنده ماندن از چندین خطر، فرشته نجاتی برای خودش می‌داند. پس از بازگشت لوگن از جنگ، او به دنبال دختر داخل عکس می‌رود تا از او به خاطر این اتفاقات تشکر کند و …

## بازیگران و شخصیت‌ها
- زک افران در نقش لوگن تیبالت
- تیلور شیلینگ در نقش بث گرین
- جی آر فرگوسن در نقش کیت کلایتون
- بلایث دانر در نقش الی
- رایلی توماس استوارد در نقش بن